# Securigera
Securigera là một chi thực vật có hoa trong họ Đậu.

## Các loài
- Securigera atlantica Boiss. & Reut. (Syn.: Coronilla atlantica (Boiss. & Reut.) Boiss.)
- Securigera balansae
- Securigera brownii
- Securigera carinata Lassen (1989)
- Securigera charadzeae (Chinth. & Tschuchr.) Czerep.
- Securigera coronilla
- Securigera cretica (L.) Lassen (Syn.: Coronilla cretica L.)
- Securigera elegans (Pančič) Lassen (Syn.: Coronilla elegans Pančič)
- Securigera globosa (Lam.) Lassen (Syn.: Coronilla globosa Lam.)
- Securigera grandiflora (Boiss.) Lassen (Syn.: Coronilla grandiflora Boiss.)
- Securigera hyrcana
- Securigera lamarkii
- Securigera legitima
- Securigera libanotica (Boiss.) Lassen (Syn.: Coronilla libanotica Boiss.)
- Securigera orientalis (Mill.) Lassen (Syn.: Coronilla balansae (Boiss.) Grossh., C. cappadocica Willd., C. cappadocica var. balansae Boiss., C. iberica Steven ex M. Bieb., C. orientalis Mill.)
- Securigera parviflora (Desv.) Lassen (Syn.: Artrolobium parviflorum Desv., Coronilla parviflora Willd., C. rostrata Boiss. & Spruner)
- Securigera securidaca (L.) Degen & Dörfl. (Syn.: Coronilla securidaca L., Securigera coronilla DC.)
- Securigera somalensis (Thulin) Lassen (Syn.: Coronilla somalensis Thulin)
- Securigera varia (L.) Lassen[3] (Syn.: Coronilla varia L.)
  - Securigera varia subsp. hirta
  - Securigera varia subsp. orientalis

## Hình ảnh

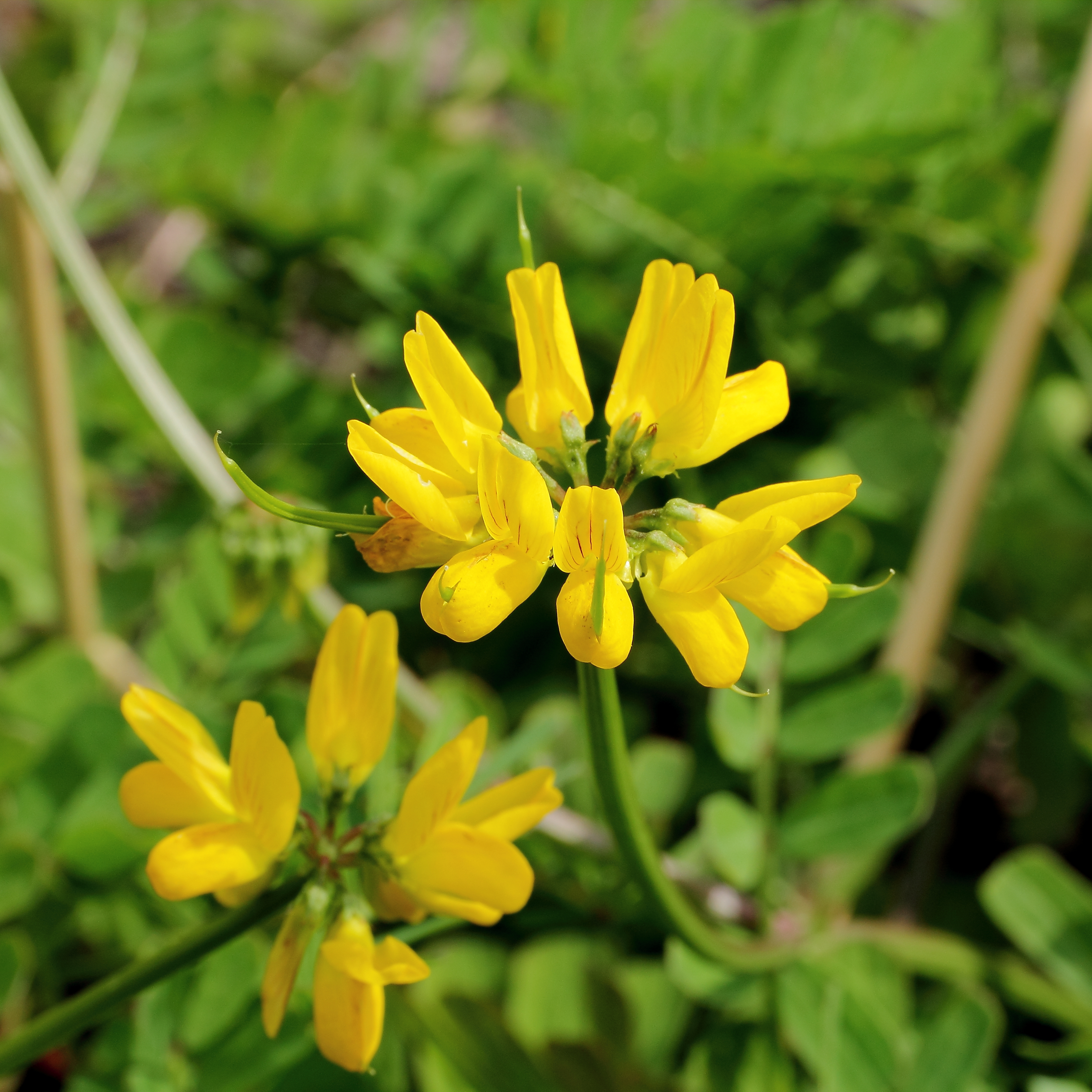
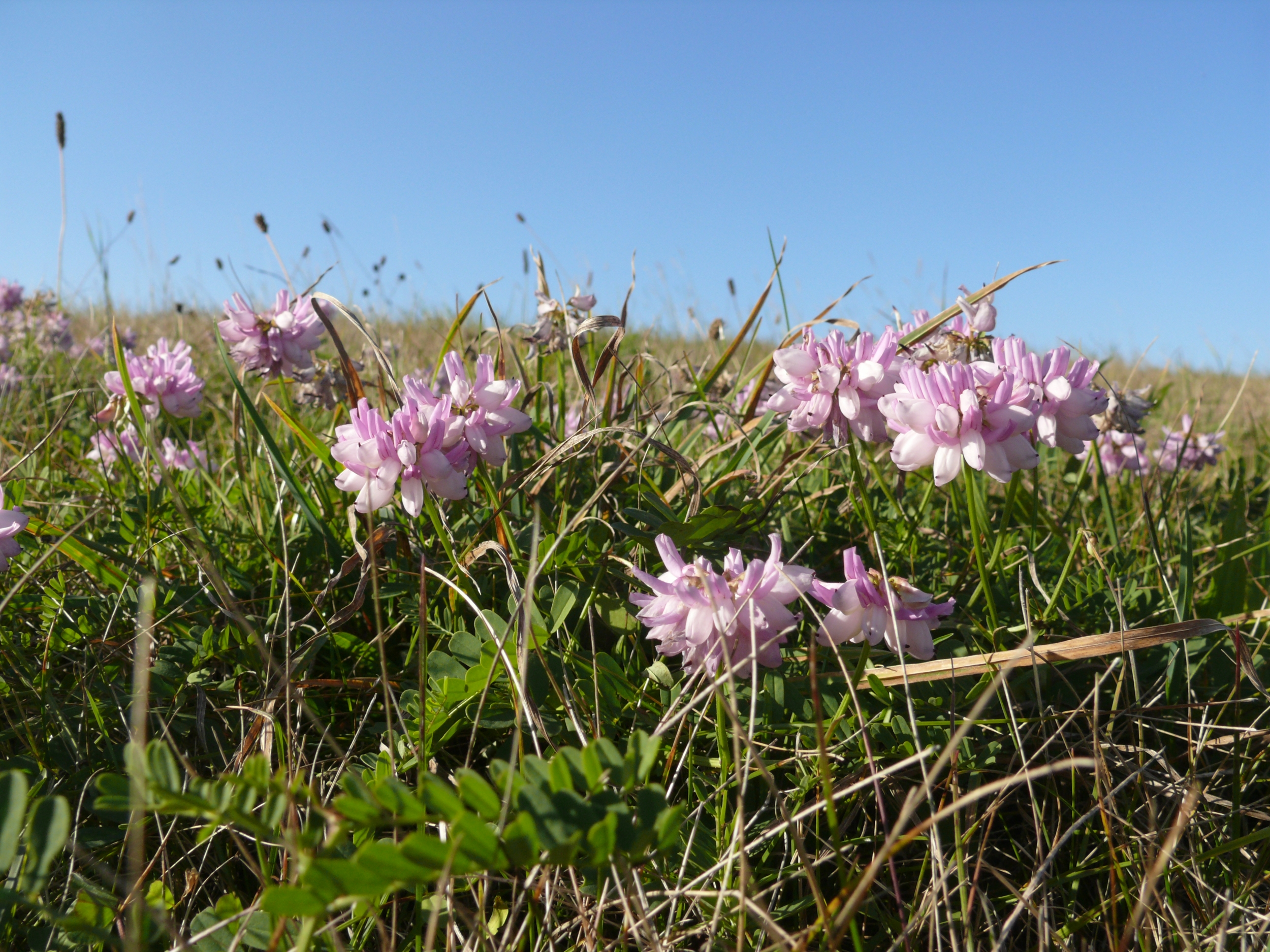
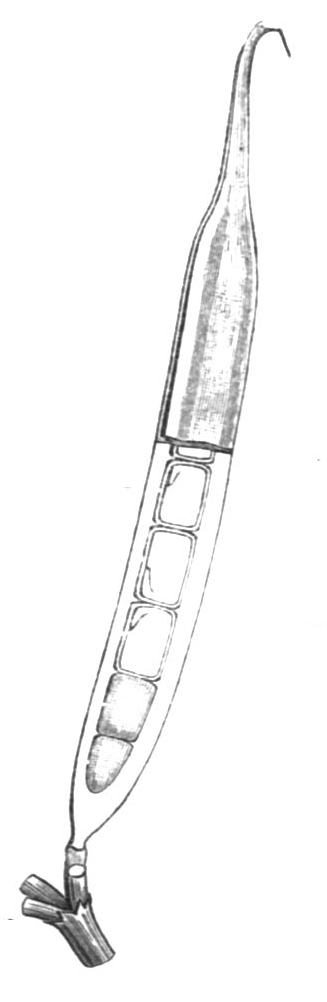
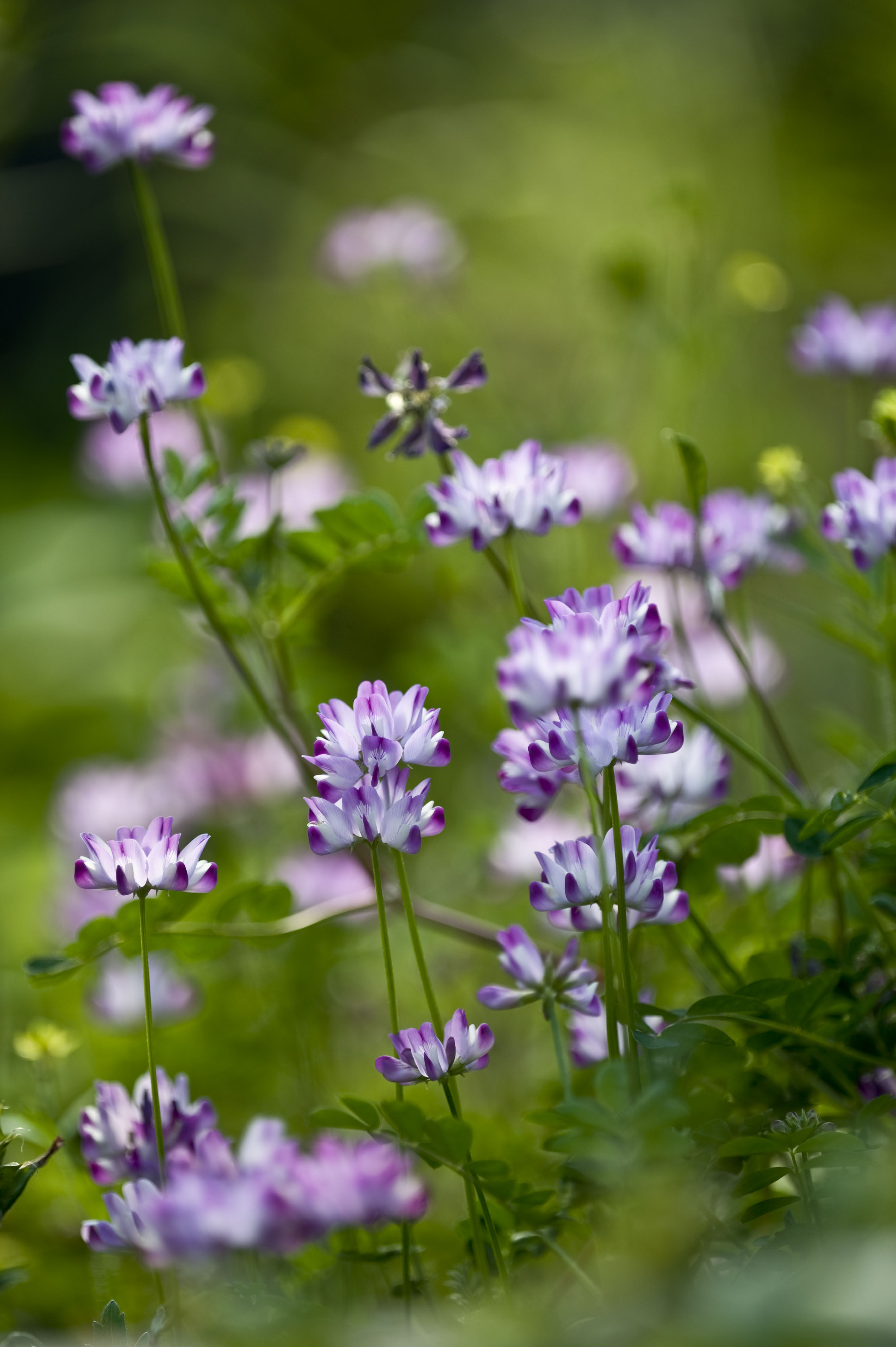